# Leichtathletik-Hallenweltmeisterschaften 2025
Die 20. Leichtathletik-Hallenweltmeisterschaften fanden vom 21. zum bis 23. März 2025 in der chinesischen Acht-Millionenstadt Nanjing statt. Eigens für die Veranstaltung wurde eine neue Halle im Youth Olympic Sports Park errichtet, der Nanjing’s Cube, welcher nach den Veranstaltung weiter als Leichtathletiksporthalle zu Trainings- und Wettkämpfzwecken dienen solle. Der Slogan der Weltmeisterschaften hieß: „Nanjing’s Cube, Where Athletes Dream“ (deutsch Nanjings Würfel, wo Athleten träumen).
Aufgrund der COVID-19-Pandemie wurde die Veranstaltung zunächst vom 13. bis 15. März 2020 auf den 19. bis 21. März 2021, später auf den März 2023 und schließlich auf 2025 verschoben.

## Bewerberstädte
Nanjing erhielt am 26. November 2017 auf dem 212. Council-Meeting des Leichtathletikweltverbandes in Monaco den Zuschlag. Die Stadt hatte sich gegen die serbische Hauptstadt Belgrad und das polnische Toruń durchgesetzt.

## Verschiebung der Weltmeisterschaften
Am 29. Januar 2020 entschied der Leichtathletikweltverband World Athletics die Austragung auf März 2021 zu verschieben, da die durch einen Coronavirus verursachte Ausbreitung von Krankheitsfällen in China und im Ausland trotz immenser Anstrengungen auf einem besorgniserregenden Niveau blieb. Die Infektionen entwickelten sich zur COVID-19-Pandemie und Mitte März 2020 gab World Athletics bekannt, dass die Hallenweltmeisterschaften zwei Wochen nach den Halleneuropameisterschaften vom 19. bis 21. März 2021 stattfinden sollten.
Am 10. Dezember 2020 teilte World Athletics mit, dass die Weltmeisterschaften auf den März 2023 verschoben werden, da wegen der Pandemie noch immer erhebliche Unsicherheit bestehe und im Interesse der Sicherheit der Athleten und technischen Offiziellen die Risiken gebührend berücksichtigt werden müssten. Die Gastgeber in Nanjing stimmten daher zu, die Wettbewerbe ein Jahr nach den Hallenweltmeisterschaften 2022 zu veranstalten.
Trotz dieser Verschiebung würden die Athleten von Ende Januar bis Ende Februar 2021 bei der World Athletics Indoor Tour, die 26 Veranstaltungen in zwölf Ländern Europas und Nordamerikas umfasst, zahlreiche Qualifikationsmöglichkeiten haben.
Am 1. September 2022 wurden die Titelkämpfe von World Athletics, aufgrund der anhaltenden COVID-19-Pandemie in der Volksrepublik China, abermals um zwei Jahre von 2023 auf 2025 verschoben.

## Ergebnisse Männer

### 60 m
| Platz | Athlet          | Land | Zeit (s) |
| ----- | --------------- | ---- | -------- |
| 1     | Jeremiah Azu    | GBR  | 6,49 =PB |
| 2     | Lachlan Kennedy | AUS  | 6,50     |
| 3     | Akani Simbine   | RSA  | 6,54     |
| 4     | Xie Zhenye      | CHN  | 6,58 SB  |
| 5     | Rohan Watson    | JAM  | 6,59     |
| 6     | Ronnie Baker    | USA  | 6,59     |
| 7     | Julian Forde    | BAR  | 6,64     |
|       | Eloy Benítez    | PUR  | DNF      |

Finale: 21. März

### 400 m
| Platz | Athlet                       | Land | Zeit (s)  |
| ----- | ---------------------------- | ---- | --------- |
| 1     | Christopher Bailey           | USA  | 45,08     |
| 2     | Brian Faust                  | USA  | 45,47 =PB |
| 3     | Jacory Patterson             | USA  | 45,54     |
| 4     | Attila Molnár                | HUN  | 45,77     |
| 5     | Christopher Morales Williams | CAN  | 46,71     |
| 6     | Matheus Lima                 | BRA  | 46,94     |

Finale: 22. März

### 800 m
| Platz | Athlet         | Land | Zeit (min) |
| ----- | -------------- | ---- | ---------- |
| 1     | Josh Hoey      | USA  | 1:44,77    |
| 2     | Eliott Crestan | BEL  | 1:44,81    |
| 3     | Josué Canales  | ESP  | 1:45,03    |
| 4     | Samuel Chapple | NED  | 1:45,55    |
| 5     | Brandon Miller | USA  | 1:46,44    |
| 6     | Tom Dradriga   | UGA  | 1:50,19    |

Finale: 23. März

### 1500 m
| Platz | Athlet             | Land | Zeit (min) |
| ----- | ------------------ | ---- | ---------- |
| 1     | Jakob Ingebrigtsen | NOR  | 3:38,79    |
| 2     | Neil Gourley       | GBR  | 3:39,07    |
| 3     | Luke Houser        | USA  | 3:39,17    |
| 4     | Isaac Nader        | POR  | 3:39,58    |
| 5     | Samuel Pihlström   | SWE  | 3:39,67    |
| 6     | Adrián Ben         | ESP  | 3:39,96    |
| 7     | Raphael Pallitsch  | AUT  | 3:41,01    |
| 8     | Mariano García     | ESP  | 3:41,83    |

Finale: 23. März

### 3000 m
| Platz | Athlet             | Land | Zeit (min) |
| ----- | ------------------ | ---- | ---------- |
| 1     | Jakob Ingebrigtsen | NOR  | 7:46,09 SB |
| 2     | Berihu Aregawi     | ETH  | 7:46,25 SB |
| 3     | Ky Robinson        | AUS  | 7:47,09    |
| 4     | Sam Gilman         | USA  | 7:47,19    |
| 5     | Dylan Jacobs       | USA  | 7:48,41    |
| 6     | Andrew Coscoran    | IRL  | 7:48,53    |
| 7     | Anass Essayi       | MAR  | 7:49,00    |
| 8     | Cornelius Kemboi   | KEN  | 7:49,00 PB |

22. März

### 60 m Hürden
| Platz | Athlet            | Land | Zeit (s) |
| ----- | ----------------- | ---- | -------- |
| 1     | Grant Holloway    | USA  | 7,42     |
| 2     | Wilhem Belocian   | FRA  | 7,54     |
| 3     | Liu Junxi         | CHN  | 7,55     |
| 4     | Lorenzo Simonelli | ITA  | 7,60     |
| 5     | Michael Obasuyi   | BEL  | 7,60     |
| 6     | Demario Prince    | JAM  | 7,63     |
| 7     | Jerome Campbell   | JAM  | 7,71     |
| 8     | Qin Weibo         | CHN  | 7,72     |

Finale: 22. März

### 4 × 400 m Staffel
| Platz | Land                | Athletinnen                                                                    | Zeit (min) |
| ----- | ------------------- | ------------------------------------------------------------------------------ | ---------- |
| 1     | Vereinigte Staaten  | Elija Godwin Brian Faust Jacory Patterson Christopher Bailey                   | 3:03,13 SB |
| 2     | Jamaika             | Rusheen McDonald Jasauna Dennis Kimar Farquharson Demar Francis                | 3:05,05 SB |
| 3     | Ungarn              | Patrik Simon Enyingi Zoltán Wahl Árpád Kovács Attila Molnár                    | 3:06,03 NR |
| 4     | Volksrepublik China | Zheng Chiyu Zhang Qining Xu Xinlong Ju Tianqi                                  | 3:06,90 NR |
| 5     | Sri Lanka           | Kalinga Kumarage H.D.R Madushan J.O. Shashintha Silva Sadew Vimansa Rajakaruna | 3:10,58 NR |

23. März

### Hochsprung
| Platz | Athlet              | Land | Höhe (m) |
| ----- | ------------------- | ---- | -------- |
| 1     | Woo Sang-hyeok      | KOR  | 2,31 =SB |
| 2     | Hamish Kerr         | NZL  | 2,28     |
| 3     | Raymond Richards    | JAM  | 2,28     |
| 4     | Elijah Kosiba       | USA  | 2,28 SB  |
| 5     | Oleh Doroschtschuk  | UKR  | 2,25     |
| 6     | Manuel Lando        | ITA  | 2,24     |
| 7     | Naoto Hasegawa      | JPN  | 2,20 SB  |
| 8     | Yonathan Kapitolnik | ISR  | 2,20     |

21. März

### Stabhochsprung
| Platz | Athlet               | Land | Höhe (m) |
| ----- | -------------------- | ---- | -------- |
| 1     | Armand Duplantis     | SWE  | 6,15     |
| 2     | Emmanouil Karalis    | GRC  | 6,05 NR  |
| 3     | Sam Kendricks        | USA  | 5,90 =SB |
| 4     | Menno Vloon          | NED  | 5,80     |
| 5     | Kurtis Marschall     | AUS  | 5,80     |
| 6     | Ersu Şaşma           | TUR  | 5,80     |
| 7     | Sondre Guttormsen    | NOR  | 5,70     |
| 8     | Valters Kreišs       | LAT  | 5,50     |
| 8     | Li Chenyang          | CHN  | 5,50     |
| 8     | Bo Kanda Lita Baehre | GER  | 5,50     |

22. März

### Weitsprung
| Platz | Athlet              | Land | Weite (m) |
| ----- | ------------------- | ---- | --------- |
| 1     | Mattia Furlani      | ITA  | 8,30      |
| 2     | Wayne Pinnock       | JAM  | 8,29 SB   |
| 3     | Liam Adcock         | AUS  | 8,28      |
| 4     | Shunsuke Izumiya    | JPN  | 8,21 PB   |
| 5     | Miltiadis Tendoglou | GRC  | 8,14 SB   |
| 6     | Shu Heng            | CHN  | 8,14 SB   |
| 7     | Cameron Crump       | USA  | 8,13 SB   |
| 8     | Gerson Baldé        | POR  | 8,03      |

23. März

### Dreisprung
| Platz | Athlet               | Land | Weite (m)   |
| ----- | -------------------- | ---- | ----------- |
| 1     | Andy Díaz            | ITA  | 17,80 WL NR |
| 2     | Zhu Yaming           | CHN  | 17,33 SB    |
| 3     | Hugues Fabrice Zango | BUR  | 17,15 SB    |
| 4     | Jordan Scott         | JAM  | 17,10       |
| 5     | Su Wen               | CHN  | 17,09 SB    |
| 6     | Max Heß              | GER  | 17,03       |
| 7     | Chengetayi Mapaya    | ZIM  | 16,74       |
| 8     | Russell Robinson     | USA  | 16,50       |

21. März
Der ursprünglich drittplatzierte Brasilianer Almir dos Santos wurde unmittelbar nach dem Wettkampf wegen nicht regelkonformer Schuhe disqualifiziert.

### Kugelstoßen
| Platz | Athlet                | Land | Weite (m) |
| ----- | --------------------- | ---- | --------- |
| 1     | Tomas Walsh           | NZL  | 21,65 SB  |
| 2     | Roger Steen           | USA  | 21,62 SB  |
| 3     | Adrian Piperi         | USA  | 21,48     |
| 4     | Leonardo Fabbri       | ITA  | 21,36     |
| 5     | Chukwuebuka Enekwechi | NGR  | 21,25 SB  |
| 6     | Wictor Petersson      | SWE  | 20,87     |
| 7     | Andrei Toader         | ROU  | 20,64     |
| 8     | Zane Weir             | ITA  | 20,63     |

23. März

### Siebenkampf
| Platz | Athlet          | Land | Punkte  |
| ----- | --------------- | ---- | ------- |
| 1     | Sander Skotheim | NOR  | 6475    |
| 2     | Johannes Erm    | EST  | 6437 NR |
| 3     | Till Steinforth | GER  | 6275    |
| 4     | Heath Baldwin   | USA  | 6188 SB |
| 5     | Vilém Stráský   | CZE  | 6104    |
| 6     | José Santana    | BRA  | 6010 AR |
| 7     | Tim Nowak       | GER  | 5935 SB |
| 8     | Risto Lillemets | EST  | 5866    |

22. / 23. März

## Ergebnisse Frauen

### 60 m
| Platz | Athletin               | Land | Zeit (s) |
| ----- | ---------------------- | ---- | -------- |
| 1     | Mujinga Kambundji      | SUI  | 7,04     |
| 2     | Zaynab Dosso           | ITA  | 7,06     |
| 3     | Patrizia van der Weken | LUX  | 7,07     |
| 4     | Ewa Swoboda            | POL  | 7,07     |
| 5     | Amy Hunt               | GBR  | 7,11     |
| 6     | Zoe Hobbs              | NZL  | 7,13     |
| 7     | Rani Rosius            | BEL  | 7,14     |
| 8     | Liang Xiaojing         | CHN  | 7,14 PB  |

Finale: 22. März

### 400 m
| Platz | Athletin               | Land | Zeit (s) |
| ----- | ---------------------- | ---- | -------- |
| 1     | Amber Anning           | GBR  | 50,60    |
| 2     | Alexis Holmes          | USA  | 50,63    |
| 3     | Henriette Jæger        | NOR  | 50,92    |
| 4     | Martina Weil           | CHI  | 51,78    |
| 5     | Justyna Święty-Ersetic | POL  | 51,97    |
| 6     | Rosey Effiong          | USA  | 52,90    |

Finale: 22. März

### 800 m
| Platz | Athletin           | Land | Zeit (min)    |
| ----- | ------------------ | ---- | ------------- |
| 1     | Prudence Sekgodiso | RSA  | 1:58,40 WL NR |
| 2     | Nigist Getachew    | ETH  | 1:59,63 PB    |
| 3     | Patrícia Silva     | POR  | 1:59,80 NR    |
| 4     | Audrey Werro       | SUI  | 1:59,81 NR    |
| 5     | Anna Wielgosz      | POL  | 2:00,34 PB    |
| 6     | Tsige Duguma       | ETH  | 2:04,76       |

Finale: 23. März

### 1500 m
| Platz | Athletin            | Land | Zeit (min) |
| ----- | ------------------- | ---- | ---------- |
| 1     | Gudaf Tsegay        | ETH  | 3:54,86 CR |
| 2     | Diribe Welteji      | ETH  | 3:59,30    |
| 3     | Georgia Hunter Bell | GBR  | 3:59,84 PB |
| 4     | Georgia Griffith    | AUS  | 4:00,80 AR |
| 5     | Susan Lokayo Ejore  | KEN  | 4:03,89    |
| 6     | Sinclaire Johnson   | USA  | 4:04,07 PB |
| 7     | Heather MacLean     | USA  | 4:05,45    |
| 8     | Salomé Afonso       | POR  | 4:07,67    |

Finale: 23. März

### 3000 m
| Platz | Athletin              | Land | Zeit (min) |
| ----- | --------------------- | ---- | ---------- |
| 1     | Freweyni Hailu        | ETH  | 8:37,21    |
| 2     | Shelby Houlihan       | USA  | 8:38,26    |
| 3     | Jessica Hull          | AUS  | 8:38,29    |
| 4     | Whittni Morgan        | USA  | 8:39,18    |
| 5     | Birke Haylom          | ETH  | 8:39,28    |
| 6     | Sarah Healy           | IRL  | 8:40,00    |
| 7     | Marta García          | ESP  | 8:40,80 SB |
| 8     | Purity Kajuju Gitonga | KEN  | 8:44,56    |

22. März

### 60 m Hürden
| Platz | Athletin          | Land | Zeit (s) |
| ----- | ----------------- | ---- | -------- |
| 1     | Devynne Charlton  | BHS  | 7,72 SB  |
| 2     | Ditaji Kambundji  | SUI  | 7,73     |
| 3     | Ackera Nugent     | JAM  | 7,74 SB  |
| 4     | Pia Skrzyszowska  | POL  | 7,74 NR  |
| 5     | Grace Stark       | USA  | 7,74     |
| 6     | Nadine Visser     | NED  | 7,76     |
| 7     | Christina Clemons | USA  | 8,03     |
| 8     | Amoi Brown        | JAM  | 8,07     |

Finale: 23. März

### 4 × 400 m Staffel
| Platz | Land                | Athletinnen                                                            | Zeit (min) |
| ----- | ------------------- | ---------------------------------------------------------------------- | ---------- |
| 1     | Vereinigte Staaten  | Quanera Hayes Bailey Lear Rosey Effiong Alexis Holmes                  | 3:27,45    |
| 2     | Polen               | Justyna Święty-Ersetic Aleksandra Formella Anastazja Kuś Anna Gryc     | 3:32,05 SB |
| 3     | Australien          | Ellie Beer Ella Connolly Bella Pasquali Jemma Pollard                  | 3:32,65    |
| 4     | Volksrepublik China | Yan Hailing Li Fengdan Zuo Siyu Liu Yinglan                            | 3:38,65    |
| 5     | Sri Lanka           | Harshani Fernando Jayeshi Uththara Nadeesha Ramanayake Lakshima Mendis | 3:40,62    |

23. März

### Hochsprung
| Platz | Athletin              | Land | Höhe (m) |
| ----- | --------------------- | ---- | -------- |
| 1     | Nicola Olyslagers     | AUS  | 1,97 SB  |
| 2     | Eleanor Patterson     | AUS  | 1,97     |
| 3     | Jaroslawa Mahutschich | UKR  | 1,95     |
| 4     | Angelina Topić        | SRB  | 1,95     |
| 5     | Charity Hufnagel      | USA  | 1,92     |
| 6     | Imke Onnen            | GER  | 1,92     |
| 7     | Elena Kulichenko      | CYP  | 1,92     |
| 8     | Idea Pieroni          | ITA  | 1,89     |

23. März

### Stabhochsprung
| Platz | Athletin           | Land | Höhe (m) |
| ----- | ------------------ | ---- | -------- |
| 1     | Marie-Julie Bonnin | FRA  | 4,75 =NR |
| 2     | Tina Šutej         | SVN  | 4,70     |
| 3     | Angelica Moser     | SUI  | 4,70     |
| 4     | Molly Caudery      | GBR  | 4,70     |
| 5     | Gabriela Leon      | USA  | 4,60     |
| 5     | Amálie Švábíková   | CZE  | 4,60     |
| 7     | Roberta Bruni      | ITA  | 4,60     |
| 7     | Elisa Molinarolo   | ITA  | 4,60 =SB |

22. März

### Weitsprung
| Platz | Athletin              | Land | Weite (m) |
| ----- | --------------------- | ---- | --------- |
| 1     | Claire Bryant         | USA  | 6,96 PB   |
| 2     | Annik Kälin           | SUI  | 6,83      |
| 3     | Fátima Diame          | ESP  | 6,72      |
| 4     | Plamena Mitkowa       | BGR  | 6,63      |
| 5     | Alina Rotaru-Kottmann | ROU  | 6,59 SB   |
| 6     | Anthaya Charlton      | BHS  | 6,57      |
| 7     | Anna Matuszewicz      | POL  | 6,56      |
| 8     | Monae’ Nichols        | USA  | 6,49      |

23. März

### Dreisprung
| Platz | Athletin               | Land | Weite (m) |
| ----- | ---------------------- | ---- | --------- |
| 1     | Leyanis Pérez          | CUB  | 14,93 WL  |
| 2     | Liadagmis Povea        | CUB  | 14,57 SB  |
| 3     | Ana Peleteiro-Compaoré | ESP  | 14,29     |
| 4     | Thea LaFond            | DMA  | 14,18 SB  |
| 5     | Maja Åskag             | SWE  | 14,01     |
| 6     | Neja Filipič           | SVN  | 13,92     |
| 7     | Li Yi                  | CHN  | 13,84     |
| 8     | Jessie Maduka          | GER  | 13,82     |

22. März

### Kugelstoßen
| Platz | Athletin         | Land | Weite (m) |
| ----- | ---------------- | ---- | --------- |
| 1     | Sarah Mitton     | CAN  | 20,48     |
| 2     | Jessica Schilder | NED  | 20,07     |
| 3     | Chase Jackson    | USA  | 20,06     |
| 4     | Fanny Roos       | SWE  | 19,28 SB  |
| 5     | Gong Lijiao      | CHN  | 18,84     |
| 6     | Jéssica Inchude  | POR  | 18,71     |
| 7     | Maggie Ewen      | USA  | 18,63     |
| 8     | Auriol Dongmo    | POR  | 18,54     |

21. März

### Fünfkampf
| Platz | Athletin       | Land | Punkte  |
| ----- | -------------- | ---- | ------- |
| 1     | Saga Vanninen  | FIN  | 4821    |
| 2     | Kate O’Connor  | IRL  | 4742    |
| 3     | Taliyah Brooks | USA  | 4669 PB |
| 4     | Vanessa Grimm  | GER  | 4481    |
| 5     | Timara Chapman | USA  | 4476    |
| 6     | Szabina Szűcs  | HUN  | 4438    |
| 7     | Célia Perron   | FRA  | 4433    |
| 8     | Xénia Krizsán  | HUN  | 4414    |

21. März